# Rip Curl Pro Bells Beach
Rip Curl Pro Bells Beach es el segundo evento oficial de surf organizado por la ASP World Tour. Se celebra en la impresionante playa de Bells Beach, cercana a la población de Jan Juc, en el estado de Victoria, Australia.
Este evento es el más longevo de la historia de los Campeonatos del mundo de surf. Lleva celebrándose desde 1973. Además, en la vecina localidad de Torquay se fundaron las gigantes compañías surferas Quiksilver y Rip Curl, quien patrocina el evento.
Bells Beach se compone de seis rompientes: The Bowl, Outside Bells, Rincón, Centreside, Southside y Winkipop, siendo Outside Bells la rompiente principal.
Como curiosidad, el trofeo incluye una campana, haciendo referencia al nombre del lugar, la que los surfistas hacen sonar en el podio de campeón.

## Campeones
| Año  | Campeón          | Nacionalidad   |
| ---- | ---------------- | -------------- |
| 2011 | Joel Parkinson   | Australia      |
| 2010 | Kelly Slater     | Estados Unidos |
| 2009 | Joel Parkinson   | Australia      |
| 2008 | Kelly Slater     | Estados Unidos |
| 2007 | Taj Burrow       | Australia      |
| 2006 | Kelly Slater     | Estados Unidos |
| 2005 | Trent Munro      | Australia      |
| 2004 | Joel Parkinson   | Australia      |
| 2003 | Andy Irons       | Hawái          |
| 2002 | Andy Irons       | Hawái          |
| 2001 | Mick Fanning     | Australia      |
| 2000 | Sunny Garcia     | Hawái          |
| 1999 | Shane Dorian     | Hawái          |
| 1998 | Mark Occhilupo   | Australia      |
| 1997 | Matt Hoy         | Australia      |
| 1996 | Sunny Garcia     | Hawái          |
| 1995 | Sunny Garcia     | Hawái          |
| 1994 | Kelly Slater     | Estados Unidos |
| 1993 | Damien Hardman   | Australia      |
| 1992 | Richie Collins   | Estados Unidos |
| 1991 | Barton Lynch     | Australia      |
| 1990 | Tom Curren       | Estados Unidos |
| 1989 | Martin Potter    | Gran Bretaña   |
| 1988 | Damien Hardman   | Australia      |
| 1987 | Nicky Wood       | Australia      |
| 1986 | Tom Carroll      | Australia      |
| 1985 | Tom Curren       | Estados Unidos |
| 1984 | Cheyne Horan     | Australia      |
| 1983 | Joe Engel        | Australia      |
| 1982 | Mark Richards    | Australia      |
| 1981 | Simon Anderson   | Australia      |
| 1980 | Mark Richards    | Australia      |
| 1979 | Mark Richards    | Australia      |
| 1978 | Mark Richards    | Australia      |
| 1977 | Simon Anderson   | Australia      |
| 1976 | Jeff Hackman     | Hawái          |
| 1975 | Michael Peterson | Australia      |
| 1974 | Michael Peterson | Australia      |
| 1973 | Michael Peterson | Australia      |

- Datos: Q3433008